# Абе Фарија
Абе Фарија (португалски: Abade Faria), или Абе (опат) Хозе Кустодио де Фарија (31. мај 1756 – 20. септембар 1819), био је лузо-гоански католички монах који је био један од пионира научног проучавања хипнотизма, инспирисан делом Франка Месмера. За разлику од Месмера, који је тврдио да је хипноза посредована "животињским магнетизмом", Фарија је схватио да она делује искључиво снагом сугестије. Почетком 19. века, Абе Фарија је увео оријенталну хипнозу у Париз.
Он је био један од првих који је одступио од теорије "магнетне течности", олакшао важност сугестије и показао постојање "аутосугестије"; такође је установио да оно што је назвао нервним сном припада природном поретку. Од својих првих сегмената магнетизације, 1814. године, храбро је развио своју доктрину. Ништа не долази од хипнотизера; све долази од субјекта и одвија се у његовој машти генерисаној унутар ума. Хипноза је само облик сна. Иако моралног поретка, хипнотско деловање често је потпомогнуто физичким, или боље речено физиолошким средствима - непокретношћу изгледа и церебралним умором.
Фарија је променио терминологију месмеризма. Раније је фокус био на „концентрацији“ субјекта. У Фаријиној терминологији, оператер је постао "концентратор", а сомнамбулизам се посматрао као луцидан сан. Метод хипнозе који користи Фарија је командовање, према очекиваном трајању. Теорија Абе Фарије сада је позната као фаризам.

## Хипноза
Хипноза чак ни у 18. веку није била новост. Неколико античких култура, укључујући египатску и грчку, користиле су "храмове за спавање" где би људи били у поспаном стању и примали сугестије од специјално тренираних монаха и свештеника. 1027. године, персијски лекар Авицена је записао карактеристике транса. Овакво лечење се запоставило све док немачки доктор Франц Месмер није почео поново да га користи у 18. веку. Месмеров третман је укључивао манипулисање са телесним природним, анималним, магнетизмом и сугестијом. Након што би прошли кроз овај третман, људи би искусили конвулзије, након којих би се осећали боље. 
Неколико година касније, Абе Фарија, португалско-гоански монах, проучавао је Месмеров рад и закључио да је „потпуно апсурдно“ мислити да су магнети витални део процеса. Истина је била још изванреднија: моћ пада у транс или „луцидни сан“ у потпуности припада појединцима о којима је реч. Нису биле потребне посебне снаге, јер су се феномени ослањали само на моћ сугестије.

### Луцидан сан
Фарија је схватио своју улогу „хипнотизера“, помажући свом субјекту да уђе у право стање ума. У књизи О узроку луцидног сна описује своју методу: „Након што одаберем субјекте с одговарајућом способношћу, тражим од њих да се опусте у столици, затворе очи, концентришу и размишљају о сну. Док тихо чекају даља упутства, нежно или заповеднички кажем: ‘Дормез!’ (Спавај!) И они утону у луцидан сан”. Из Фаријиног луцидног сна, израз "хипноза" сковао је 1843. године шкотски хирург Џејмс Брејд, из грчког хипнос, што значи "сан", а осис што значи "стање". Брејд је закључио да хипноза није врста сна, већ концентрација на једну идеју, што резултира повећаном сугестибилношћу. Након његове смрти, интересовање за хипнозу је увелико нестало све док француски неуролог Жан Мартен Шарко није почео систематски да користи хипнотизам у лечењу трауматичне хистерије. Ово је скренуло пажњу на хипнозу Јозефа Бројера и Сигмунда Фројда, који су требали преиспитати нагон иза хипнотичког ја, и открити моћ несвесног.